# 大梅利尼
大梅利尼（法語：Méligny-le-Grand，法語發音：[meliɲi lə ɡʁɑ̃]）是法国默兹省的一个市镇，与小梅利尼相邻，属于科梅尔西区。

## 地理
大梅利尼（48°40'38"N, 5°29'32"E）面积11.52 平方千米，位于法国大東部大區默兹省，该省份为法国西北部内陆省份，北与比利时接壤，西接马恩省和阿登省，南至上马恩省和孚日省，东临默尔特-摩泽尔省。
与大梅利尼接壤的市镇（或旧市镇、城区）包括：巴尔布尔河畔博韦、小梅利尼、梅尼勒拉奥尔涅、奈沃昂布卢瓦、索尔沃。

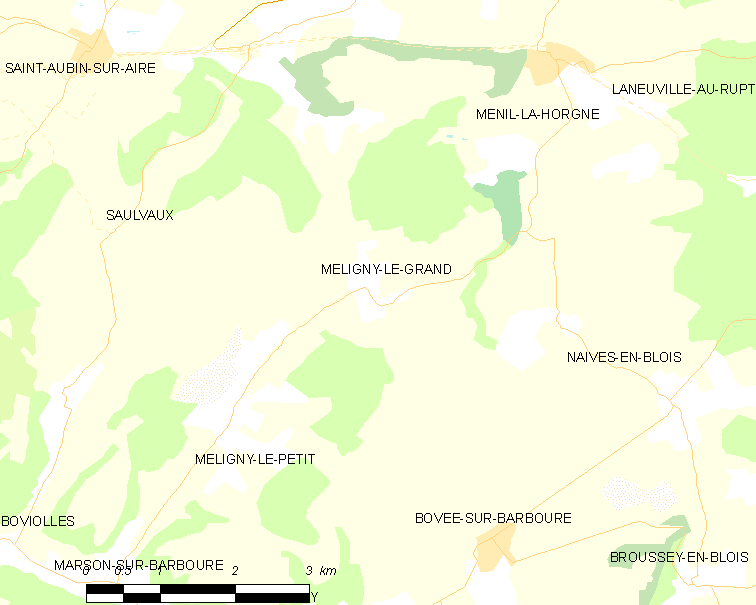
大梅利尼的OSM定位图

大梅利尼的时区为UTC+01:00、UTC+02:00（夏令时）。

## 行政
大梅利尼的邮政编码为55190，INSEE市镇编码为55330。

## 政治
大梅利尼所属的省级选区为沃库勒尔县。

## 人口

1962-2008年间大梅利尼人口变化图示

大梅利尼于2022年1月1日时的人口数量为89人。